# 国民党军队
國民黨軍隊或國民黨軍是對中華民國國軍和其前身國民革命軍的稱謂，中华人民共和国、中國共產黨至今仍有使用；部分臺灣獨立人士也使用。
國民革命軍是由中國國民黨於1924年黃埔軍校在蘇聯軍事顧問協助之下所創建的，模式仿照苏联斯大林主义，其目的是為了國民革命軍北伐統一全中國，受革命軍人之精神傳統的长期宣传。 1929年3月，国民党第三次全国代表大会正式宣布军政时期结束，“以党治国”的训政时期开始。一党訓政時期，國民政府受到國際間廣泛承認，取代北洋政府，成為中國政府的代表。 中原大战时期，分裂为蒋中正一方代表着国民党中央政府和阎锡山、李宗仁、张发奎一方国民党左派代表汪精卫联合而发起反蒋挑战的地方军。 在抗日戰爭時期，國際間普遍上將其軍隊稱為 「中國軍隊」。
國民革命軍在國民黨東征以前，一般稱為「黨軍」或「國民黨軍」。在北伐時，稱為國民革命軍。國民革命軍是國民黨創設并且掌控的軍隊，在抗日戰爭勝利後，虽然中華民國政府试图推行軍隊國家化并与1946年制憲國民大會正式頒布《中華民國憲法》正式邁入憲政民主時期，但蔣中正领导时期的國民革命軍并未彻底實行軍隊國家化，仍为党军之实。後來在1947年行憲後改組為今日之中華民國國軍（俗稱「國軍」）。在台湾白色恐怖时期，國民黨借以公权力之工具，用以迫害持不同政见者，塑造对己有利之恐怖政治氛围。   
中华人民共和国、中國共產黨称国民党军源于大陆白色恐怖时期，國民黨则认为这是将中华民国的军队党化。与之相近的“蒋军”称谓则显示军队由蔣中正私有化进行独裁，而与蔣匪軍相比，中华人民共和国方面使用国民党军、蒋军时，则没有辱骂的含义。
1949年，程潜、陈明仁率領部分中华民国国军（國民革命軍29軍）投共后，中國共產黨同意其部使用过“中國國民黨人民解放軍”的番号。